# مدراتو کانتابیله (فیلم)
مُدِراتو کانتابیله (فرانسوی: Moderato cantabile‎) یا هفت روز… هفت شب (انگلیسی: Seven Days... Seven Nights) یک فیلم درام فرانسوی به کارگردانی پیتر بروک محصول سال ۱۹۶۰ است که بر پایهٔ رمانی به همین نام اثر مارگریت دوراس ساخته شد.
ژن مورو و ژان-پل بلموندو در فیلم نقش‌آفرینی کرده‌اند که ژن مورو برای بازی‌اش جایزه بهترین بازیگر زن جشنواره فیلم کن را برد.